# Championnats de France d'athlétisme en salle 2020
Navigation
Championnats 2019 Championnats 2021
Les 49es championnats de France d'athlétisme en salle se déroulent les 29 février et 1er mars 2020 à l'Arena stade couvert de Liévin.

## Résultats

### Hommes
| Épreuves         | Or                                      | Argent                      | Bronze                         |
| ---------------- | --------------------------------------- | --------------------------- | ------------------------------ |
| 60 m             | Marvin René 6 s 66                      | Amaury Golitin 6 s 74       | Ryan Zézé 6 s 75               |
| 200 m            | Amaury Golitin 20 s 99                  | Gautier Dautremer 21 s 12   | Pablo Matéo 21 s 34            |
| 400 m            | Lorenzo Ricque 47 s 28                  | Gilles Biron 47 s 29        | Bastien Mandrou 47 s 54        |
| 800 m            | Maxence Bruyas 1 min 53 s 36            | Hugo Houyez 1 min 53 s 44   | Alexandre Selles 1 min 53 s 58 |
| 1 500 m          | Pierrik Jocteur-Monrozier 3 min 48 s 16 | Quentin Tison 3 min 49 s 68 | Arthur Gervais 3 min 50 s 37   |
| 3 000 m          | Azeddine Habz 7 min 57 s 20             | Hugo Hay 7 min 58 s 48      | Louis Gilavert 7 min 59 s 63   |
| 5 000 m marche   | Gabriel Bordier 19 min 3 s 49           | David Kuster 19 min 54 s 65 | Kyrian Vallée 20 min 46 s 97   |
| 60 m haies       | Aurel Manga 7 s 65                      | Jeanice Laviolette 7 s 80   | Matteo Ngo 7 s 85              |
| Saut en hauteur  | Loïc Gasch 2,24 m                       | William Aubatin 2,18 m      | Sébastien Micheau 2,18 m       |
| Saut à la perche | Renaud Lavillenie 5,80 m                | Valentin Lavillenie 5,70 m  | Alioune Sène 5,60 m            |
| Saut en longueur | Augustin Bey 8,06 m                     | Jules Pommery 7,62 m        | Tom Campagne 7,60 m            |
| Triple saut      | Melvin Raffin 16,80 m                   | Jonathan Seremes 16,39 m    | Quentin Mouyabi 16,38 m        |
| Lancer du poids  | Frédéric Dagée 19,07 m                  | Antoine Duponchel 18,20 m   | Yann Moisan 17,97 m            |
| Heptathlon       | Ludovic Besson 5 799 pts                | Maxence Pécatte 5 625 pts   | Gaël Quérin 5 577 pts          |

### Femmes
| Épreuves         | Or                                 | Argent                             | Bronze                          |
| ---------------- | ---------------------------------- | ---------------------------------- | ------------------------------- |
| 60 m             | Cynthia Leduc 7 s 29               | Nasrane Bacar 7 s 38               | Marie-Ange Rimlinger 7 s 45     |
| 200 m            | Maroussia Paré 23 s 44             | Hélène Parisot 23 s 93             | Wided Atatou 23 s 97            |
| 400 m            | Amandine Brossier 53 s 83          | Sounkamba Sylla 54 s 05            | Farah Clerc 54 s 08             |
| 800 m            | Noélie Yarigo 2 min 6 s 79         | Charlotte Pizzo 2 min 7 s 38       | Léna Kandissounon 2 min 8 s 46  |
| 1 500 m          | Emma Oudiou 4 min 21 s 61          | Aurore Fleury 4 min 25 s 98        | Coraline Maamouri 4 min 27 s 68 |
| 3 000 m          | Bérénice Fulchiron 9 min 23 s 29   | Alice Finot 9 min 23 s 75          | Élodie Normand 9 min 24 s 72    |
| 3 000 m marche   | Clémence Beretta 12 min 30 s 52    | Émilie Menuet 12 min 38 s 13       | Marine Quennehen 13 min 7 s 56  |
| 60 m haies       | Cyréna Samba-Mayela 8 s 06         | Solenn Compper 8 s 14              | Awa Sene 8 s 15                 |
| Saut en hauteur  | Claire Orcel 1,91 m                | Solène Gicquel 1,84 m              | Fanny Pinteau 1,81 m            |
| Saut à la perche | Ninon Guillon-Romarin 4,65 m       | Marion Lotout 4,55 m               | Alice Moindrot 4,30 m           |
| Saut en longueur | Éloyse Lesueur-Aymonin 6,55 m      | Hilary Kpatcha 6,36 m              | Maëlly Dalmat 6,33 m            |
| Triple saut      | Anne-Suzanna Fosther-Katta 13,57 m | Jeanine Assani-Issouf 13,54 m      | Nathalie Marie-Nely 12,86 m     |
| Lancer du poids  | Jessica Cérival 16,36 m            | Caroline Metayer 15,85 m           | Amanda Ngandu-Ntumba 15,41 m    |
| Pentathlon       | Annaelle Nyabeu Djapa 4 389 pts    | Cassandre Aguessy-Thomas 4 359 pts | Esther Turpin 4 330 pts         |